# Lorraine Krueger
Lorraine Krueger (27 de febrero de 1918 – 15 de julio de 2003) fue una actriz estadounidense. Apareció en las películas New Faces of 1937, Everybody's Doing It, I'm From the City, Exposed, Idiot's Delight, The Farmer's Daughter, Golden Gloves, Dance, Girl, Dance, Model Wife, Hi, Buddy, He's My Guy, Sarong Girl, The Adventures of a Rookie, Career Girl, Slightly Terrific, Out of This World y One Exciting Week, entre otras.

## Filmografía
| Año  | Título                        | Papel                       | Notas                          |
| ---- | ----------------------------- | --------------------------- | ------------------------------ |
| 1937 | New Faces of 1937             | Suzy                        |                                |
| 1938 | Everybody's Doing It          | Bubbles Blane               |                                |
| 1938 | Bringing Up Baby              | Papel menor                 | sin acreditar                  |
| 1938 | I'm From the City             | Rosie Martindale            |                                |
| 1938 | Exposed                       | Betty Clarke                |                                |
| 1938 | Idiot's Delight               | Les Blondes - Bebe          |                                |
| 1939 | All Women Have Secrets        | Molly                       |                                |
| 1940 | The Farmer's Daughter         | Valerie                     |                                |
| 1940 | Golden Gloves                 | Jenny                       | sin acreditar                  |
| 1940 | Dance, Girl, Dance            | Dolly                       |                                |
| 1941 | Model Wife                    | Jitterbug                   |                                |
| 1941 | Unholy Partners               | Chica en fiesta             | sin acreditar                  |
| 1943 | Hi, Buddy                     | Lorraine Krueger            |                                |
| 1943 | He's My Guy                   | Specialty                   |                                |
| 1943 | Sarong Girl                   | Dama de honor rubia         |                                |
| 1943 | The Adventures of a Rookie    | Eve - Invitada de la fiesta | sin acreditar                  |
| 1944 | Career Girl                   | Ann                         |                                |
| 1944 | Slightly Terrific             | Peggy                       |                                |
| 1944 | Henry Aldrich's Little Secret | Check Girl                  | sin acreditar                  |
| 1944 | Here Come the Waves           | Wave                        | sin acreditar                  |
| 1945 | Out of This World             | Maizie                      | sin acreditar                  |
| 1946 | One Exciting Week             | Helen Pickett               | (último papel cinematográfico) |